# Universal Soldier – Die Rückkehr
Universal Soldier – Die Rückkehr ist die Fortsetzung von Roland Emmerichs Universal Soldier aus dem Jahre 1992. Der Film startete am 2. September 1999 in den deutschen Kinos.

## Handlung
Im Auftrag der Regierung wird eine neue Generation der Universal Soldiers entwickelt. Aus Kostengründen soll das Projekt jedoch eingestellt werden, woraufhin der Supercomputer S.E.T.H. Amok läuft und die Kontrolle über die Universal Soldiers übernimmt. Luc Deveraux, der selbst einst ein Universal Soldier war und Berater für das neue UniSol-Programm ist, kann in dieser Situation als einziger helfen und nimmt daher den Kampf gegen S.E.T.H. auf. Im weiteren Verlauf lässt der Computer Lucs Tochter entführen, um eine Konfrontation mit Luc zu erzwingen. Am Ende wird S.E.T.H. von Luc im Alleingang vernichtet und Luc kann seine Tochter aus den Fängen des Supercomputers befreien, zuvor muss er sich jedoch den durch S.E.T.H. kontrollierten UniSols stellen, was ihm keine besonderen Probleme bereitet.

## Produktion
Das Budget des Films betrug 45 Mio. Dollar.
Der Film floppte an den Kinokassen (Einspielergebnis: ca. 10 Mio. US-Dollar) und erbrachte nicht das ersehnte Comeback für Jean-Claude van Damme auf der großen Leinwand.

## Kritiken
James Berardinelli schrieb auf ReelViews, dass er sich den Film nur deswegen angeschaut habe, weil er in zahlreichen E-Mails gebeten worden sei, eine Kritik zu schreiben. Er schrieb weiterhin, er habe „90 Minuten Zeit verschwendet“ und lobte – „um nett zu sein“ – einige Explosionen.

„Actionfilm auf niedrigstem Niveau, der es versäumt, sein Publikum mit spektakulären Schauwerten für seine idiotische Story zu entschädigen.“

„Fights okay, Rest ojemine.“

## Fortsetzungen
Eine Fortsetzung mit dem Titel Universal Soldier: Regeneration ist im Februar 2010 direkt auf DVD in den USA erschienen. Die Direct-to-DVD-Produktion hatte ihre Erstaufführung beim Austin Fantastic Fest in den USA. Hauptdarsteller ist wieder Jean-Claude Van Damme zusammen mit Dolph Lundgren und Andrei Arlovski. 2012 entstand mit Universal Soldier: Day of Reckoning eine weitere Fortsetzung der Filmreihe. Ebenso wie beim dritten Teil übernahm John Hyams die Regie. Erneut sind Van Damme und Lundgren in ihren Rollen zu sehen. Allerdings wird in beiden Filmen auf die Ereignisse in Universal Soldier – Die Rückkehr nicht eingegangen.